# 조선로동당 총비서
조선로동당 총비서(朝鮮勞動黨 總秘書)는 조선로동당의 최고책임자이다. 조선민주주의인민공화국 사회주의헌법 규정에 의하면, 조선민주주의인민공화국은 조선로동당이 지도한다고 명시되어 있기 때문에, 결국 조선민주주의인민공화국의 명실상부의 최고 지도자이자 국가원수로 볼 수 있다.
과거 직책이 총비서였던 때에 중화인민공화국에서는 총서기(總書記)로 불렀으며, 그렇기 때문에 일본 등의 언론에서도 총서기로 칭하기도 했다. 김정일 사망 이후, 2012년 4월 당대표자회의에서 김정일을 ‘조선로동당의 영원한 총비서’로 추대하고, 대신에 김정은을 조선로동당 제1비서(朝鮮勞動黨 第一秘書)로 추대했다. 이후 2016년 5월 9일 제7차 대회에서 지도부 개편으로 제1비서를 폐지하고 국무위원장직을 신설한 후 김정은을 조선로동당 위원장(朝鮮勞動黨 委員長)으로 추대했다. 2021년 1월, 조선로동당 제8차 대회에서 다시 조선로동당 총비서직을 복원했다.

## 개요
조선민주주의인민공화국의 지배 정당인 조선로동당은 1949년 6월 30일에 성립 되었으며, 당의 최고 지도기관인 조선로동당 중앙위원회의 수반은 중앙위원회 위원장이었다. 38선 이북의 수상으로 소련의 지원을 받고 있던 김일성을 위원장으로 선출하였다. 김일성은 자신에 대한 당내의 반대파를 숙청하고 권력을 장악했고, 당내에서 확고한 지위를 쌓아 올렸다.
1966년 10월 개최된 조선로동당 제2차당대표자회에서 당 기구를 개편했다. 중앙위원회 위원장과 부위원장직을 폐지하고 중앙위원회의 최고 직위로 중앙위원회 총비서, 그리고 총비서 아래에 당의 일상 업무를 처리하는 인사와 조직을 장악하는 중앙위원회 비서국을 설치하였다. 당대표자회 마지막 날인 10월 2일 제4기 당중앙위원회 제14회 총회를 개최하여 김일성을 총비서로 선출하였다.
그 후, 김일성은 1970년의 제5기 당중앙위원회 제1회 총회, 그리고 1980년의 제6기 당중앙위원회 제1회 총회에서 총비서로 재선되었다. 또한 김일성의 독재화가 나타났고, 김일성에 대한 신격화도 진행되었다. 1972년에 제정된 조선민주주의인민공화국 사회주의헌법에서는 조선로동당의 주체사상을 국가 활동의 지도 지침한다고 정했으며, 조선로동당의 최고 지도자인 총비서가 북한의 사실상의 최고 지도자가 되었다. 더불어 김일성은 이 헌법에 근거하여 설치된 국가원수직인 조선민주주의인민공화국 국가주석에도 취임하여, 명실공히 국가의 최고 지도자로 자리 매김했다.
김일성은 당중앙위원회 총비서와 국가 주석에 재임 중이던, 1994년 7월 8일에 갑자기 사망했다. 총비서와 국가 주석의 지위는 김일성의 장남으로 후계자인 국방위원장이자 당정치국 상무위원 겸 당비서국 비서인 김정일이 승계할 것으로 보였다. 그러나 김정일은 ‘3년상(喪)’이라는 기간 동안 총비서직과 국가 주석직에 취임을 하지 않았다. 이 기간 동안에 당 최고 직위인 총비서직 그리고 국가원수인 국가 주석직은 공석이 되었지만, 아버지의 죽음으로 당내 서열 1인자가 된 김정일은 최고 지도자로써 북한을 통치했다.
1997년 7월 8일에 개최된 ‘김일성 주석 사망 3주년 중앙추도대회’에서 ‘탈상’을 선언하면서, 김정일은 당 총비서에 취임하는 정치 일정을 개시했다. 1980년의 조선로동당 제6차당대회에서 채택한 당 규약에 의하면, 총비서는 당중앙위원회 총회에서 선출하도록 되어 있었지만, 김일성의 사후, 당중앙위원회 총회를 소집하지 않았으며, 김정일은 중앙위원회 총회의 선거라는 정규적인 방법으로 총비서의 지위를 얻지 않았다. 1997년 9월 21일의 평안남도 도당 위원회의 대표자회를 시작으로 10월 초순까지 각지에서 당대표자회를 개최하여 그 곳에서 김정일을 당 총비서로 ‘추대’하는 결의를 해 나갔다. 또한 9월 22일에는 조선인민군 내의 당대표자회에서도 김정일에 대한 총비서 추대를 결의하였고, 그 후 정무원(내각) 사무국이나 각 부처에서도 당대표자회를 개최하여 김정일을 총비서로 추대하는 결의를 했다. 즉, 군(軍)과 중앙정부 그리고 지방의 당 조직이 각각 별도의 대표자회를 열어 개별적으로 추대 결정서를 만장일치로 채택하는 형태를 취하고, 이것을 ‘전당의 의사에 따라’, 10월 8일에 당중앙위원회와 당중앙군사위원회가 연명으로 김정일의 총비서 추대를 선언하였고, 김정일은 총비서로 취임했다.
또한 당중앙위원회와 당중앙군사위원회가 김정일 총비서 추대를 선포한 ‘특별 보도’에서는 김정일을 「‘당의 총비서’, ‘조선로동당의 공인된 당총비서’라고 표현한 것에 대하여, 일본의 북한 연구자인 다마기 모도이(玉城素)는 김정일이 취임한 총비서직은 기존의 중앙위원회에서 선출하던 ‘중앙위원회 총비서’가 아니고, 당 규약상 존재하지 않는 ‘편의상의 임시 직위’인 ‘당 총비서’라고 분석했다.
2010년 9월 28일에 개최된 제3차당대표자회는 김정일을 당총비서직에 재추대하였다. 그리고 당 규약을 개정하여 총비서의 선출을 당중앙위원회 총회 선거에서 당대회 선거의 ‘추대’로 변경함과 동시에, 당대표자회의 당 최고지도기관 선거에서도 선출하는 것으로 변경했다. 또 신 규약에서는 1980년의 당 규약에서는 명확하지 않았던 총비서의 지위를 ‘당의 수반’이라고 규정하여 당중앙군사위원회 위원장과의 겸직 규정도 마련했다.
2011년 12월 17일 김정일 사망하여, 3남 김정은이 후계자가 되었다. 2012년 4월 당대표자회의에서 김정일을 ‘영원한 총비서’로 추대하고, 대신에 김정은을 ‘조선로동당 제1비서(朝鮮勞動黨 第一秘書)’로 추대했다.
2016년 5월 9일 열린 제7차 조선로동당 당대회에서 김정은이 조선로동당 위원장에 취임함에 따라 새로운 당의 최고권력직책이 마련되었다.
그러나 김정은은 2021년 1월 10일에 열린 조선로동당 제8차대회에서 조선로동당 총비서로 추대되면서 조선로동당은 정무국 대신해서 비서국이 다시 부활하게 되었다.

## 추대 및 임기
2010년 개정된 당 규약에 의하면, 총비서는 당대회에서 추대한다. 또 당대회 폐회 중에 소집된 당대표자회에 대해서도 총비서의 선출은 가능하다. 임기와 재선에 관한 규정은 없다.

## 직책
2010년에 개정된 당 규약은 총비서의 직책을 아래와 같이 규정하고 있다.
- 조선로동당의 수반으로서 당을 대표하여 당의 모든 것을 영도한다.
- 조선로동당 중앙군사위원회 위원장이 된다.

## 조선로동당 역대 최고 지도자

### 중앙위원회 위원장
1. 김일성 (1949년 6월 30일 ~ 1966년 10월 12일)

### 중앙위원회 총비서
1. 김일성 (1966년 10월 12일 ~ 1994년 7월 8일)

### 당 총비서
1. 김정일 (1997년 10월 8일 ~ 2011년 12월 17일)
2. 김정은 (2021년 1월 10일 - 현재)

### 당 제1비서
1. 김정은 (2012년 4월 11일 ~ 2016년 5월 9일)

### 당 위원장
1. 김정은 (2016년 5월 9일 ~ 2021년 1월 9일)

## 같이 보기
- 조선로동당 제1비서

## 참고 문헌
- 다마기 모도이(玉城素)『玉城素の北朝鮮研究　金正日の10年を読み解く』（晩聲社、2009年）
- 히라이 히사시(平井久志)『なぜ北朝鮮は孤立するのか　金正日　破局へ向かう「先軍体制」』（新潮社〈新潮選書〉、2010年）
- 히라이 히사시(平井久志)『北朝鮮の指導体制と後継　金正日から金正恩へ』（岩波書店〈岩波現代文庫〉、2011年）